# Fargesia dracocephala
La Fargesia dracocephala és una espècie de bambú, del gènere Fargesia de la família de les poàcies, ordre de les poals, subclasse Commelinidae, classe Liliopsida, divisió dels magnoliofitins.
L'espècia és nativa de la Xina central. En xinès se l'anomena longtou jianzhu (xinès: 龙头箭竹pinyin: lóngtóujiǎnzhú), amb el significat de Fargesia de Cap de Drac. El nom científic deriva del grec antic, amb el mateix significat. Creix en les zones altes del sud de Gansu, a l'oest de Hubei, en la part sud de Shaanxi i al nord de Sichuan. Aquesta planta és una important font d'alimentació del panda gegant.
Hom comercialitza un bambú amb el mateix nom cultivat a l'oest, però es tracta d'una altra espècie que no s'ha descrit fins fa poc, la Fargesia apicirubens. Per a més confusió, la fargesia dracocephala es ven algunes vegades com a Fargesia rufa, que és una tercera espècie independent.